# Liste der Oberbürgermeister und Oberstadtdirektoren von Bonn

Wappen der Bundesstadt Bonn

Diese Liste umfasst alle Oberbürgermeister und Oberstadtdirektoren Bonns.

## Oberbürgermeister
- 1804–1816: Anton Maria Karl Graf von Belderbusch (bis 1814 als Maire)
- 1816–1817: Peter Joseph Eilender (kommissarisch)
- 1817–1839: Johann Martin Joseph Windeck
- 1840–1850: Karl Edmund Joseph Oppenhoff
- 1850–1875: Leopold Kaufmann
- 1875–1891: Hermann Jakob Doetsch
- 1891–1919: Wilhelm Spiritus
- 1920–1922: Fritz Bottler
- 1923–1931: Johannes Nepomuk Maria Falk
- 1932–1933: Franz Wilhelm Lürken
- 1933–1945: Ludwig Rickert, NSDAP
- 1945–1948: Eduard Spoelgen, CDU
- 1948–1951: Peter Stockhausen, CDU
- 1951–1956: Peter Maria Busen, CDU
- 1956–1969: Wilhelm Daniels, CDU
- 1969–1975: Peter Kraemer, CDU
- 1975–1994: Hans Daniels, CDU
- 1994–2009: Bärbel Dieckmann, SPD
- 2009–2015: Jürgen Nimptsch, SPD
- 2015–2020: Ashok-Alexander Sridharan, CDU
- seit 1. November 2020 Katja Dörner, Bündnis 90/Die Grünen

## Oberstadtdirektoren
- 1947–1956: Johannes Langendörfer
- 1956–1964: Franz Schmidt, CDU
- 1964–1975: Wolfgang Hesse, CDU
- 1976–1987: Karl-Heinz van Kaldenkerken, CDU
- 1987–1995: Dieter Diekmann, CDU